# Test sortowania kart z Wisconsin

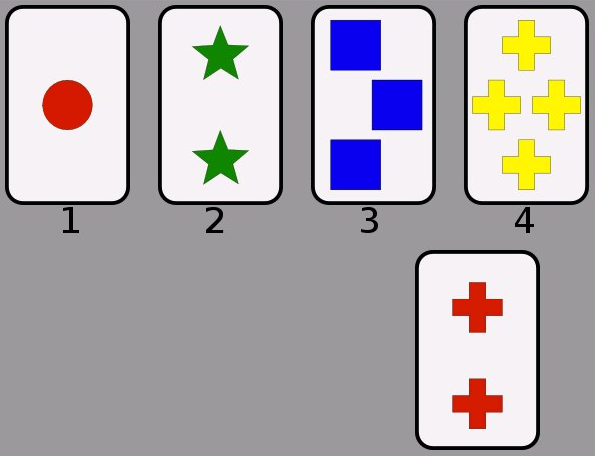
Przykładowe karty z komputerowej wersji WCST

Test sortowania kart z Wisconsin (Wisconsin Card Sorting Test, WCST) – test behawioralny służący do oceny funkcjonowania funkcji wykonawczych.

## Przebieg badania
Badanemu wręcza się potasowaną talię kart, a jego zadaniem jest dopasowanie każdej z nich do jednej z kart wzorcowych, przy czym nie informuje się badanego, jakie jest kryterium sortowania - musi ustalić je sam, na podstawie informacji zwrotnych otrzymywanych od osoby badającej. Dalej badanie postępuje zgodnie z procedurą opisaną w podręczniku do badania.
Dostępna jest także wersja komputerowa testu.

## Interpretacja
Przestawianie się na nową regułę i hamowanie poprzedniej wymaga zastosowania funkcji wykonawczych. Do prawidłowego wykonania testu potrzebne są jednak również inne funkcje poznawcze, takie jak: uwaga, pamięć robocza, funkcje wzrokowe.
Jako że większość pacjentów z uszkodzeniem kory przedczołowej ma problem z wykonaniem zadania wymagającego funkcji wykonawczych, WCST tradycyjnie uważany jest za narzędzie do diagnozy uszkodzeń kory przedczołowej. Badania z użyciem technik neuroobrazowania nie wykazały jednak istotnego statystycznie związku deficytów w wykonaniu testu i lokalizacji uszkodzenia mózgu w płatach przedczołowych. Chorzy na schizofrenię mają podobne trudności.